# Bdelyrus laplanadae
Bdelyrus laplanadae är en skalbaggsart som beskrevs av Cook 1998. Bdelyrus laplanadae ingår i släktet Bdelyrus och familjen bladhorningar. Inga underarter finns listade.